# Bismarckturm (Delecke)
Der Bismarckturm im Gebiet des Ortsteils Delecke der Gemeinde Möhnesee in Nordrhein-Westfalen ist der letzte in Deutschland eingeweihte Bismarckturm.
Ursprünglich als Denkmal zu Ehren des 1890 entlassenen ersten deutschen Reichskanzlers Fürst Otto von Bismarck gedacht, wurde er im Lauf der Zeit für verschiedene militärische und zivile Zwecke genutzt. Der 18 m hohe denkmalgeschützte Turm aus Sandstein ist seit dem Jahr 1987 als Aussichtsturm zugänglich.

## Geographie
Der Bismarckturm befindet sich am Nordrand des Naturparks Arnsberger Wald. Er steht auf einer Anhöhe (285,8 m ü. NN) des langgestreckten Höhenzugs Haarstrang rund 1,5 km (Luftlinie) nördlich von Delecke bzw. nördlich des Möhnesees. Direkt nordwestlich des Turms kreuzen sich die Bundesstraßen 229 und 516. Wenige Hundert Meter nördlich des Turms befindet sich Wippringsen, ein weiterer Ortsteil von Möhnesee.

## Baugeschichte
Die Bildung eines Komitees zum Bau des Turms wurde am 15. April 1912 von „ca. 150 Verehrer[n] Bismarcks aus Stadt und Kreis Soest“ beschlossen. Das Baugrundstück auf dem Haarstrang stellte ein Gutsbesitzer kostenfrei zur Verfügung. Der Architekt und Soester Stadtbaumeister Ewald Sudhoff wurde mit dem Entwurf des Denkmals beauftragt und konzipierte einen 22,5 m hohen Turm aus Sandstein mit einer Feuerschale.
Die Grundsteinlegung erfolgte am 1. April 1914. Zu Beginn des Ersten Weltkrieges im Juli 1914 war der Bau schon bis in eine Höhe von 10 m vorangeschritten, aber der Kriegsausbruch verhinderte den Weiterbau, so dass erst im Jahr 1920 die Bauarbeiten wieder aufgenommen wurden. Man plante zu dieser Zeit dort auch noch eine Gedächtnishalle zu Ehren der im Ersten Weltkrieg gefallenen Soldaten zu errichten, aber dieser Plan wurde wieder verworfen. Mit Wiederaufnahme der Bauarbeiten verringerte man auch die geplante Höhe auf die heutigen 18 m und auch auf die Feuerschale wurde verzichtet. Bis zum Jahr 1924 wurde weiter am Bismarckturm gebaut, dann stellte man die Bauarbeiten ein und der Turmstumpf verkam zur Ruine.
Erst im Jahr 1933 entsann man sich des Bismarckturms und auf Initiative des Verkehrsvereins wurden die Bauarbeiten wieder aufgenommen. Zum 119. Geburtstag Bismarcks am 1. April 1934 konnte der Turm nach 20-jähriger Bauzeit als Aussichtsturm eingeweiht werden. In den Jahren von 1985 bis 1987 wurde der Turm renoviert; dabei baute man den Turmkopf zu einem flachen Turmabschluss um und versah ihn mit einem Bleidach und einer achteckigen Glaskuppel zum Schutz vor Witterungseinflüssen.

## Nutzung
Von 1936 bis 1939 wurde der Bismarckturm von der „Marinefunkstation Mitte“ der Stadt Soest genutzt. Nach Ausbruch des Zweiten Weltkrieges im Jahr 1939 war hier ein Beobachtungsposten der deutschen Luftwaffe untergebracht. Vom Ende des Krieges im Jahr 1945 bis zum Jahr 1958 war der Turm geschlossen, wurde nicht genutzt und konnte auch nicht mehr betreten werden. Als Relaisstation für den Funkverkehr wurde er ab dem Jahr 1958 verwendet, seit den 1970er Jahren nutzten diese auch die örtliche Freiwillige Feuerwehr und Polizei.
Am 5. April 1984 wurde der „Förderverein Bismarckturm“ gegründet. Der Turm ist heute Eigentum des Kreises Soest; er wird vom „Heimatverein Möhnesee e.V.“ gepflegt. Entsprechendes Wetter vorausgesetzt, bietet der Turm dem Ausflügler Ausblick über die Soester Börde, den Möhnesee und den Arnsberger Wald. Geöffnet für Besucher ist der Bismarckturm bei gutem Wetter an Sonn- und Feiertagen der Monate Mai bis September.

## Bismarckturm als Turmfalkenbrutplatz
Seit 2012 brüten Turmfalken auf dem Turm. Später wurde eine Kamera am Brutplatz angebracht um die Bruten zu beobachten.